# ليلي رايخ
ليلي رايخ (بالألمانية: Lilly Reich) (ولدت في 16 يونيو 1885 - وتوفيت في 14 ديسمبر 1947) كانت مصممة حداثية ألمانية. وكانت على تعاون وثيق مع لودفيغ ميس فان دير روه لأكثر من عشر سنوات.
ولدت ليلي رايخ في برلين، ألمانيا في عام 1885. في عام 1908 أنها وضعت التدريب التطريز لها لاستخدام عندما ذهبت إلى فيينا للعمل من أجل ينر WERKSTÄTTE (ورشة عمل فيينا)، الفنون البصرية شركة إنتاج من المصممين والفنانين والمهندسين المعماريين . عادت إلى برلين عام 1911. وهناك بدأت في تصميم الأثاث والملابس. كما صممت ديكور نافذة المحل في هذا الوقت. في العام التالي التحقت إلى الألمانية Werkbund، أو اتحاد العمل الألماني، مجموعة مماثلة إلى ورشة عمل فيينا التي كانت مساعدة في تحسين القدرة التنافسية للشركات الألمانية في السوق العالمية الغرض.

## روابط خارجية
- Lilly Reich by Albert Pfeiffer, Vice President of Design Management at نول
- Biography from the Werkbundarkiv (بالألمانية)

- Webpage of Lilly Reich organization.
- Biography from the Kettererkunst.